# Ґоринь (Вармінсько-Мазурське воєводство)
Ґоринь (пол. Goryń, нім. Guhringen) — село в Польщі, у гміні Кіселиці Ілавського повіту Вармінсько-Мазурського воєводства.
Населення — 632 особи (2011).
У 1975-1998 роках село належало до Ельблонзького воєводства.

## Демографія
Демографічна структура станом на 31 березня 2011 року:
|          | Загалом | Допрацездатний вік | Працездатний вік | Постпрацездатний вік |
| -------- | ------- | ------------------ | ---------------- | -------------------- |
| Чоловіки | 331     | 87                 | 223              | 21                   |
| Жінки    | 301     | 72                 | 165              | 64                   |
| Разом    | 632     | 159                | 388              | 85                   |